# Маммопластика
Маммопла́стика (лат. mammoplastica) — пластична операція на молочних залозах, яка полягає у зміні їх форми і/або розміру (збільшення або зменшення). У разі відвисання залоз видаляють шкіру і розташовану під ними залозисту тканину, тканини, що залишилися, закріплюють в нормальному положенні.
Для корекції форми, під шкіру може бути імплантовано спеціальний протез (імплант). Ендопротезування молочних залоз показано при асиметрії молочних залоз і при відновленні грудей після мастектомії (видалення грудей).

## Історія
Першу вдалу маммопластику було виконано у 1912 році Лексером (Lexer).
Маммопластику першопочатково виконували як хірургічну процедуру, що зменшувала надмірну вагу грудей у жінок, і лише пізніше її почали застосували з метою косметичних корекції.

## Види маммопластики
Пластична хірургія налічує кілька видів маммопластики:
- збільшення (аугментаційна)
- зменшення (редукційна)
- пластику сосково-ареолярного комплексу
- підтягування

Застосування кожного виду залежить від індивідуальних особливостей організму пацієнток та інших факторів.
Цікавим видом маммопластики є туристична — коли для отримання більш якісних чи більш дешевших медичних послуг люди подорожують в інші країни.

### Аугментаційна мамопластика
Збільшення грудей, яке пацієнти іноді називають «операцією грудей», передбачає використання грудних імплантатів або переміщення жиру для збільшення розміру грудей. Ця процедура також може відновити об'єм грудей, втрачений після зниження ваги або вагітності, досягти більш округлої форми грудей або покращити природну асиметрію розміру грудей. Для деяких жінок збільшення грудей — це спосіб відчути себе впевненіше. Для інших це частина відновлення грудей для різних умов.
Збільшення грудей виконується за допомогою імплантів, які можна розмістити під грудним м'язом або над грудним м'язом. Загалом усі операції зі збільшення грудей є малоінвазивними процедурами, які передбачають розрізи довжиною від 3 до 5 см. Збільшення грудей — досить проста процедура. Як і з будь-якою іншою операцією, операція зі збільшення грудей пов'язана з деякою невизначеністю та ризиком.

#### Переваги
- Збільшення повноти та проекції грудей
- Поліпшення балансу контурів грудей і стегон
- Покращення самооцінки

#### Ризики
Збільшення грудей створює різні ризики, зокрема:
- Рубцева тканина, яка спотворює форму грудного імплантату (капсулярна контрактура)
- Біль у грудях
- Інфекція
- Зміни відчуття сосків і грудей
- Витік або розрив імплантату

### Редукційна мамопластика
Операція зі зменшення грудей також відома як редукційна маммопластика або маммопластика. Це косметична хірургічна процедура, спрямована на зменшення великих або обвислих грудей до більш зручного розміру та форми. Великі виснажені груди можуть швидко стати проблемою для пацієнтів, що призведе до потенційно виснажливих симптомів і низької якості життя. Пацієнти, які бажають зменшити груди, зазвичай скаржаться на мігрень, біль у спині, шиї, сильний дискомфорт, небажане переслідування, погану самооцінку та тривогу серед інших симптомів. Ці пацієнтки можуть отримати значну користь від зменшення розміру грудей, оскільки більшість симптомів полегшуються завдяки редукційній мамопластиці.

#### Причини лікування
Багато жінок з великими грудьми відчувають різні ступені фізичного та психологічного стресу, часто включаючи:
- Біль у грудях, шиї, спині або плечах
- Погана постава
- Неможливість займатися спортом
- Низька самооцінка
- Підвищена самосвідомість
- Метою операції є зменшення розміру грудей, щоб вони були більш зручними та пропорційними до статури жінки[11]

#### Переваги
Щорічно проводяться тисячі мамопластик, і більшість жінок задоволені результатами. Дослідження 66 жінок, які пройшли процедуру зменшення грудей, показало, що вони показали 94 % задоволення результатами процедури (щодо розміру, форми, положення сосків і відчуття в грудях). Це дослідження також повідомило про значне покращення самооцінки, а проблеми із зовнішнім виглядом, фізичними вправами та збентеження розміром грудей значно зменшилися.
Загалом це та інші дослідження показали, що зменшення грудей покращує функцію, самопочуття та якість життя жінок із надмірно великими або обвислими грудьми.

#### Ризики
Специфічні ризики операції зі зменшення грудей включають:
- Інфекція
- Розрив рани
- Кровотечі
- Асиметрія грудей (розмір і форма)
- Аномальні рубці
- Втрата чутливості в області соска або шкіри грудей
- Проблеми з грудним вигодовуванням
- Необхідність повторної операції[11]

## Імплантати

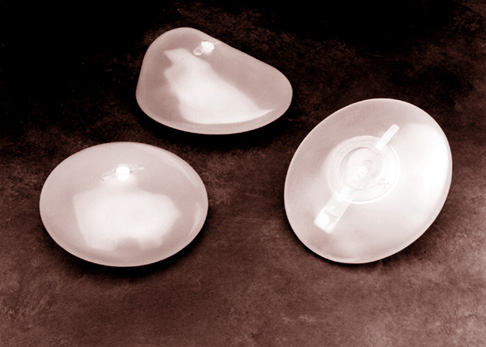
Грудні імплантати, наповнені силіконовим гелем

Імплантати можуть мати круглу, анатомічну форму (конус, конус із зміщеною верхівкою ….). Який імплант обрати, зазвичай, рекомендує пластичний хірург, спираючись на такі фізіологічні особливості, як м'язовий та жировий потенціал природних грудей пацієнтки. Хоча вважають, що анатомічна (краплеподібна форма) є оптимальною для всіх жінок, часто зустрічаються випадки, коли пласка грудна клітка має розвинені м'язи, і саме круглі імпланти зроблять її ефектною та пишною. На сьогодні маммопластика є безпечною операцією, якщо звертатися у клініку із хорошою репутацією та дотримуватися усіх рекомендацій. Пацієнтка отримує поради щодо підготовки до операції та реабілітаційного періоду ще напередодні операції. Жінка мусить відповідально поставитись до рекомендаційного лікарського листа, бо від її режиму та дій залежить, як приживуться імпланти і чи не виникне ускладнень.